# Свердловини опорні
Свердловини опорні (рос. скважины опорные; англ. key boreholes; нім. Stützbohrungen f pl) — свердловини, які бурять для вивчення геологічної будови та гідрогеологічних умов малодосліджених великих регіонів, визначення загальних закономірностей поширення комплексів відкладів, сприятливих для нафтогазонакопичення, з метою вибору найперспективніших напрямків геологорозвідувальних робіт на нафту і газ. В процесі буріння i під час закінчування в цих свердловинах проводять повний комплекс промислово-геофізичних досліджень, за результатами яких дають прогнозну оцінку запасів нафти i газу.
При бурінні опорних свердловин намагаються розкрити кристалічний фундамент, а там, де він залягає глибоко, бурять до технічно можливих у цей час глибин.
Опорні свердловини призначені для вивчення геологічної будови і гідрогеологічних умов залягання осадової товщі порід і вивчення закономірностей поширення комплексів відкладів, сприятливих для нафтогазонакопичення у надрах Землі. При бурінні опорних свердловин намагаються розкрити кристалічний фундамент, а там, де він залягає глибоко, бурять до технічно досяжних глибин.
Результати опорного буріння всебічно досліджують і в комплексі з іншими одержаними раніше геолого-геофізичними даними використовують для вивчення загальних закономірностей геологічної будови району, попереднього оцінювання перспектив його нафтогазоносності, складання перспективного плану геологорозвідувальних робіт і підрахунку прогнозних запасів нафти і газу.